# عمر الزيداني
عمر بن صالح الزيداني (تُوفي عام 1706 في الجليل) كان ملتزمًا (جامع ضرائب) في صفد وطبرية والقرى المحيطة بها، بين عامي 1697 و1706، وسنجق بكي (والي منطقة) صفد بين عامي 1701 و1706. عيَّن حاكم صيدا، أرسلان محمد باشا، ليكون سنجق بك (والي منطقة) صفد. كان عمر ينتمي إلى الزيادنة، وهي عشيرة عربية كانت جزءًا من نفس اتحاد القيسيين مع أمراء الشهاب العرب شبه المستقلين في جبل لبنان. وبعد وفاة الأمير منصور، خلفه عمر في منصب سنجق بك. كان عمر والدًا لخمسة منهم ظاهر العمر.
| سبقه منصور شهاب الأول | سنجق بكي إلى سنجق صفد 1701—1706 | تبعه محمد نافع  |
| سبقه زيدان            | مُلتزم طبرية 1697-1706           | تبعه ظاهر العمر |

## فهرس
- Harris، William (2012). Lebanon: A History, 600–2011. OUP USA. ISBN:9780195181111. مؤرشف من الأصل في 2025-04-09.
- Joudah، Ahmad Hasan (1987). Revolt in Palestine in the Eighteenth Century: The Era of Shaykh Zahir Al-ʻOmar. Kingston Press. ISBN:9780940670112. مؤرشف من الأصل في 2024-12-25.